# 정태제묘 출토 전적류 일괄
정태제묘 출토 전적류 일괄은 조선 인조 재임 기간 사관을 지냈던 정태제의 묘에서 출토된 사초 등의 전적류 유물이다. 2014년 7월 3일 서울특별시의 유형문화재 제357호로 지정되었다.

## 지정 사유

### 사초
정태제의 사초(史草)는 사관의 직필과 그것이 실제 실록에 어떻게 반영되는가를 면밀하게 살펴볼 수 있도록 하는 단초를 열어주고 있다. 바로 그런 점에서 지금까지 발굴된 어느 사초보다도 정태제 사초가 지니고 있는 가치가 크다.

### 중기
이 중기(重記)는 1644년(인조 22, 갑신) 정월 모일자로 작성된 강원도 홍천현(洪川縣)의 비품 출납 중기(備品出納重記)로서 각종 창곡의 수입과 지출, 이관과 비품의 재고와 유실, 파손 경위 등 전곡과 무기류, 재물류 등에 대한 관청 재고와 흠결, 차액 등을 낱낱이 기록하고 있다. 중기가 작성된 1644년(갑신) 정월 경에 정태제가 우부승지로 있으면서 지방 관아의 재무현황과 관련하여 보고 받은 문서일 것으로 추측되며, 당시 사회경제사를 보여주는 자료이다.

### 역일
『계미갑신을유역일(癸未甲申乙酉曆日)』,『병정역일(丙丁曆日)』 등 2책의 대통력은 해당연도의 대통력으로는 유일하며, 1654년에 시헌력으로 교체되기 수년 전의 대통력의 실체를 보여주고 있다. 또 일력에 적어놓은 정태제의 일상사를 통해 1643～1647년 사이의 개인사를 살필 수 있고, 나아가 당시 양반들의 생활상과 사회사도 엿볼 수 있다. 부가적인 가치는 기운을 회복하기 위한 처방법 등이 기록된 부전지에 있다. 이 기록을 통해 당시의 한방치료에 대한 연구 자료로서의 가치도 있다.

### 한글문서류 12건
한글 문서류는 17세기(1650~1664년 경) 당시의 재화와 물목에 대한 가격을 알 수 있으므로 경제사 자료로서의 가치가 크며, 한글 물록에 대한 다양한 표기들을 통하여 17세기 국어사 특히, 어휘사 방면의 가치를 지니며, 17세기 자료 중에 드물게 양반 남성이 아내에게 직접 쓴 편지로 국어생활사적 측면에서도 연구될 수 있는 가치를 지니고 있다. 또한 한문과 한글을 병행해서 쓴 病錄 문서도 당시 국어생활사의 한 측면을 알 수 있는 자료로서의 가치가 충분하다.

### 한문문서류 22건
문건의 대부분은 정태제의 아버지 정양우가 배소에 있는 아들에게 보낸 편지로 모두 정태제가 유배 중이었던 1647년에 작성된 것이다. 아마도 정태제가 생전에 간직했던 것으로서, 그가 죽자 유족들에 의하여 부장되었던 것으로 보인다. 편지의 내용을 보면 부자간에 주고받은 것으로서 자식에 대한 걱정과 안부를 묻는 것이며, 그 밖에 「송월헌기」는 내용이 정태제와는 전혀 관계가 없는데, 아마도 부친의 친필이기 때문에 정태제가 소장했고, 따라서 함께 부장된 것으로 보인다. 여타의 문건도 그 정확한 경위는 알 수 없으니 대략 이와 같았을 것으로 판단되며, 따라서 한문문서는 특별한 내용이나 가치를 가진 것은 없으므로 문화재적 가치는 부족하나 유물 전체를 일괄할 경우 지정가치가 있다.

## 참고 자료
- 정태제묘 출토 전적류 일괄 - 국가유산청 국가유산포털